# Selnica (Máriabeszterce)
 Selnica  falu Horvátországban Krapina-Zagorje megyében. Közigazgatásilag Máriabesztercéhez tartozik.

## Fekvése
Zágrábtól 26 km-re északkeletre, községközpontjától 4 km-re északnyugatra a megye keleti részén, a Horvát Zagorje területén fekszik.

## Története
A településnek 1857-ben 707, 1910-ben 1202 lakosa volt. Trianonig Zágráb vármegye Stubicai járásához tartozott. 2001-ben 752 lakosa volt. 

## Nevezetességei
- Pinja vára

## Külső hivatkozások
Máriabeszterce község honlapja